# Leopoldo María Panero
Leopoldo María Panero Blanc, né le 16 juin 1948 à Madrid et mort le 5 mars 2014 à Las Palmas de Grande Canarie, est un poète, essayiste, nouvelliste, traducteur espagnol.

## Biographie
Fils d'une mère de tradition républicaine, Felicidad Blanc, et de Leopoldo Panero, poète officiel du franquisme, Leopoldo María Panero prend dans sa jeunesse un engagement républicain et contre le régime du général Franco, ce qui le mène à plusieurs reprises en prison.
Panero étudie la Philosophie et les Lettres à l'université complutense de Madrid et la philologie française à l'université de Barcelone. La rencontre et l'amitié avec le poète catalan Pere Gimferrer seront importantes pour son esthétique.
Il expérimente les drogues, ce pour quoi il est interné en psychiatrie dans les années soixante-dix. Son homosexualité, cause en soi d'internement psychiatrique sous la dictature franquiste, lui vaut ses premiers électrochocs. Il fait plusieurs séjours en France et au Maroc dans les années 70. Il vit à Paris entre 1976 et 1977 où il rencontre notamment Félix Guattari. Il a poursuivi son œuvre de poète, de traducteur et de critique au sein même des diverses institutions psychiatriques dans lesquelles il a vécu (Leganés, Mondragón ou Tenerife), dont il pouvait toutefois sortir pour donner des lectures et mener des activités littéraires. Il écrira de nombreux articles contre la psychiatrie et notera par exemple : "Le psychiatre ne peut rien faire, sinon se suicider".
Son œuvre de poète, mais aussi d'essayiste et de nouvelliste, est importante et commence à être plus largement traduite en français. Ses traductions, notamment du domaine anglo-saxon à l'espagnol, font partie intégrante de l'œuvre. En 2003, il reçoit le "Premio Estaño de Literatura" pour son anthologie poétique Poesía completa, publiée chez Visor en 2001.

## Œuvre traduite en français
- Dans le sombre jardin de l'asile, trad. par François Michel Durazzo, éd. du Noroît, 1994.
- Territoire de la peur, éd. bilingue, trad. par Stéphane Chaumet, éd. L'oreille du loup, 2011.
- Bonne nouvelle du désastre & autres poèmes, trad. par Victor Martinez et Cédric Demangeot, éd. Fissile, 2013 [contient les recueils complets Aigle contre l'homme, Poèmes pour un suicidement, Bonne nouvelle du désastre, Danse de la mort, Schizophréniques, et une anthologie de textes des années 80][6].
- Poèmes, traduits et présentés par Victor Martinez, dans Po&sie[7] (2014).
- Alcools, traduit par Cédric Demangeot, Editions Fissile, 2014.
- Ainsi fut fondée Carnaby Street, traduit par Aurelio Diaz Ronda et Victor Martinez, Toulouse, Editions Le grand os, 2015.
- Mon cerveau est une rose (essais), traduit par Victor Martinez, Toulouse, Editions Fissile, 2016 [contient une grande partie des essais Avertissement aux civilisés, Mon cerveau est une rose, Mathématique démente]
- Conjurations contre la vie, traduit par Cédric Demangeot, Rafael Garido et Victor Martinez, Editions Fissile, 2016 [contient les recueils de poèmes complets Poèmes de la folie, L'homme éléphant, La schize et non le signifiant, Vers schizophréniques, Ombre, Golem, Ma langue tue, Ecrire comme cracher, Pages d'excrément ou douleur sans douleur, Conjurations contre la vie, Sphère, Réflexion].
- Des choses détruites, traduit par Cédric Demangeot, Rafael Garido et Victor Martinez, Editions Fissile, 2017.
- Peter Punk ou Contre l'Espagne et autres poèmes pas d'amour, traduit par Cédric Demangeot, Editions Fissile, 2017.
- Poèmes de l'asile de Mondragón (1987-1997), traduit par Cédric Demangeot et Victor Martinez, Editions Fissile, 2017.
- Narcisse dans l'accord dernier des flûtes, traduction de Rafael Garido, Editions L'arachnoïde, 2017.
- Papa, donne-moi la main, j'ai peur, traduction de Rafael Garido, Editions Zoème, 2019.
- Le dernier homme (poésie 1980-1986), traduction de Rafael Garido, Victor Martinez et Cédric Demangeot, Editions Fissile, 2020.
- Tanière d'un animal qui n'existe pas (poésie 1998-2000), traduction de Rafael Garido, Victor Martinez et Cédric Demangeot, Editions Fissile, 2020.
- Rose malade. Derniers poèmes, traduction de Rafael Garido, co-éditions Fissile/Zoème, 2021.
- Schizophréniques. Poèmes 2001-2004, traduction de Rafael Garido, Cédric Demangeot et Victor Martinez, co-éditions Fissile/Zoème, 2021.